# DLG (coopérative)
Pour les articles homonymes, voir DLG.
DLG est une coopérative agricole allemande fondée en 1885 et basée à Francfort.